# Radio pública del Ecuador

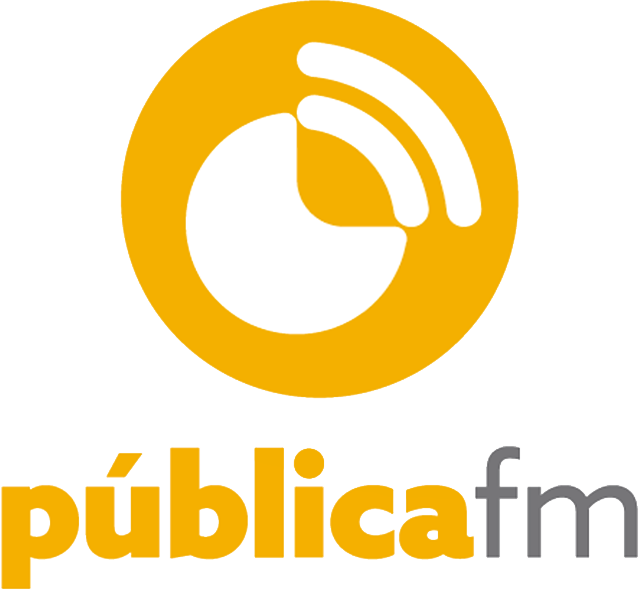

La Radio Pública del Ecuador (en français : Radio Publique de l’Équateur) est le service public de radiodiffusion équatorien.

## Historique
Fondée en 2008 et basée à Quito, elle dépend du Secrétariat National de la Communication et diffuse à l’échelle nationale,. En 2016, la station relève de l'Empresa Pública de Medios Públicos et l'année suivante le nom de la radio est modifié en Publica FM .

## Politique éditoriale
En 2021, elle est considérée par d'autres médias comme un organe d'expression gouvernemental.